# Иж-350

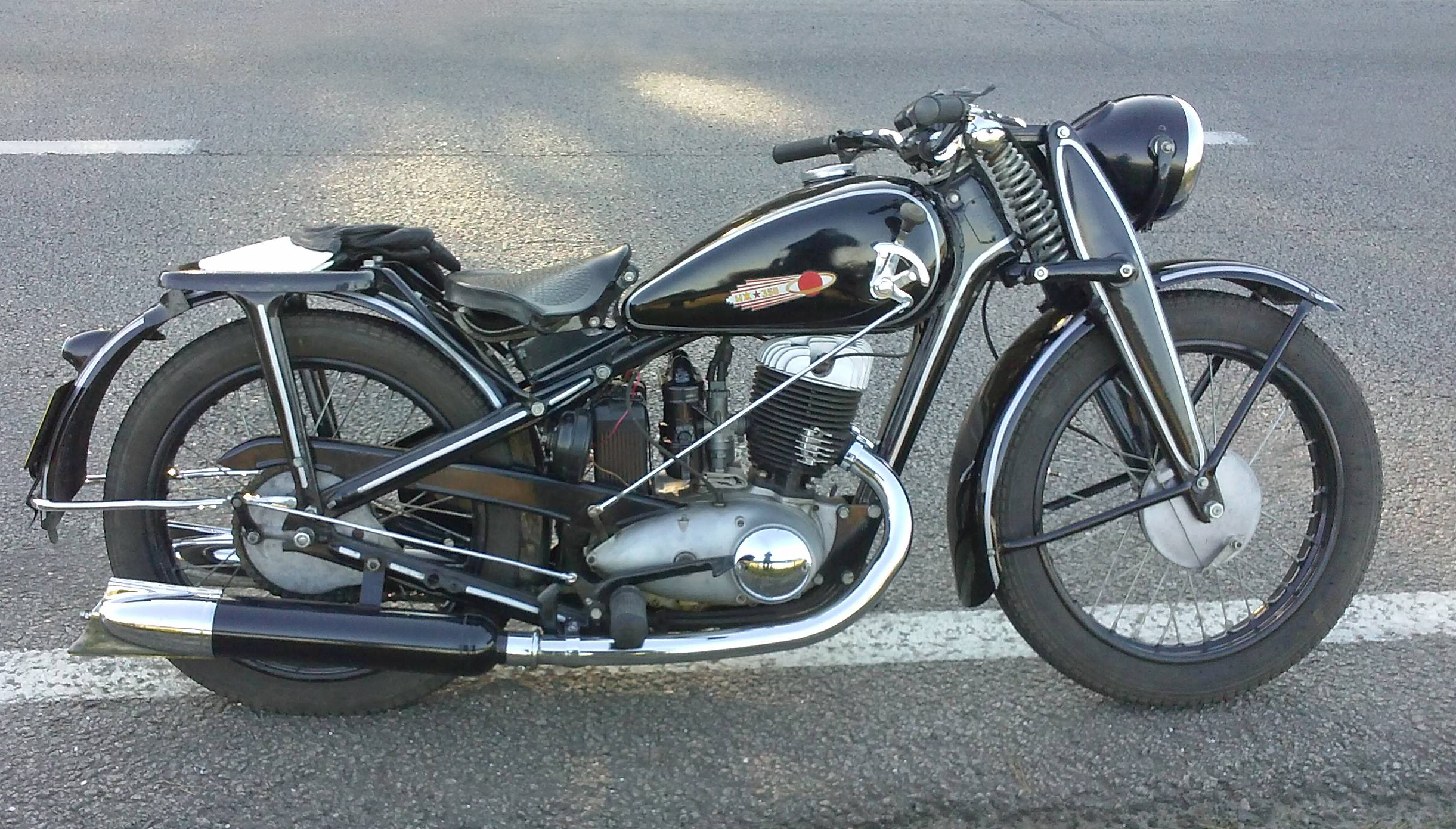
Мотоцикл Иж-350 выпуска 1951 года

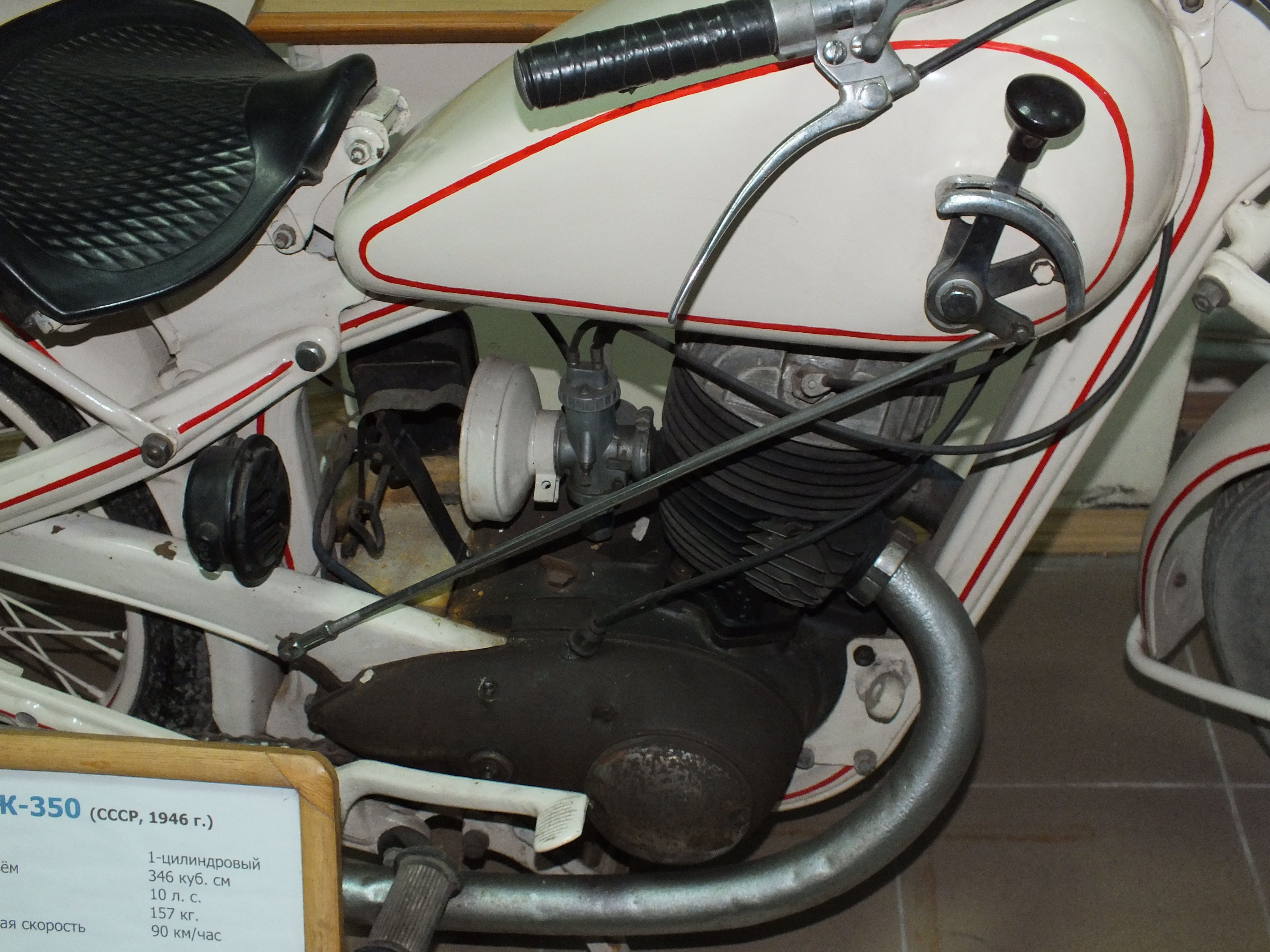
Иж-350 во Владивостокском музее автомотостарины

Иж-350 — дорожный мотоцикл среднего класса, предназначенный для езды по дорогам с разным покрытием в одиночку или с пассажиром. Выпускался Ижевским машиностроительным заводом с 1946 по 1951 год. Всего было построено 127 090 мотоциклов ИЖ-350.

## История
В 1946 году Ижевский машиностроительный завод получил оборудование, чертежи и технологии завода DKW, вывезенные из Германии в счет репараций. В том же году по чертежам немецкого мотоцикла «DKW NZ-350», конструкции Г. Вебера, завод освоил производство мотоцикла «Иж-350». Он представлял собой смесь разных версий немецкого мотоцикла. Так, картер был из алюминиевого сплава, как у ранних моделей, но грязевые щитки — как у более поздних, выпускаемых уже во время войны. Мотоцикл был адаптирован под отечественное электрооборудование и приборы. В целом же общий вид и конструкция были практически идентичны с немецким оригиналом. Следует отметить, что для своего времени это был довольно современный, простой и надежный мотоцикл. В 1951 году без остановки производства был осуществлён переход на массовый выпуск мотоцикла «ИЖ-49».

## Конструкция
На мотоцикле установлен одноцилиндровый, двухтактный двигатель воздушного охлаждения с возвратно-петлевой двухструйной продувкой, с приготовлением рабочей смеси в карбюраторе и воспламенением её в цилиндре от электрической искры. Коленчатый вал — сборный, прессованный. Картер — блочного типа. В передней части находится кривошипная камера, в задней размещена коробка передач. Картер состоит из двух половин с разъемом по средней продольной плоскости. Педаль ножного переключения передач и педаль кикстартера расположены с левой стороны картера коробки передач.
Переднее колесо вместе с тормозом, приводным редуктором спидометра и грязевой щиток крепятся к подвижной части вилки параллелограмного типа. На вилке укреплена фара, в корпусе которой вмонтирован спидометр, соединенный гибким валом с редуктором. Руль мотоцикла закреплен в кронштейнах верхнего мостика параллелограмной вилки, поворачивающейся на 35° в обе стороны. При этом руль может быть закреплен в удобном для водителя положении.
С правой стороны бензобака закреплен сектор рычага ручного переключения передач. При переключении передач педалью, рычаг перемещается в положение, соответствующее включенной передаче.
Малый вес неподрессоренной части и мало меняющийся вылет дают очень хорошую устойчивость и управляемость мотоциклу.
Заднее колесо неподрессорено, закреплено в раме.
Колеса — легкосъемные, невзаимозаменяемые.

## Техническая характеристика
- Габаритная длина 2 110 мм.
- Габаритная ширина 710 мм.
- Габаритная высота 935 мм.
- Клиренс 120 мм.
- Сухой вес мотоцикла с задним седлом 150 кг.
- Максимальная скорость 90 км/час.
- Ёмкость топливного бака 15 л.
- Запас хода по шоссе 160—180 км.
- Расход топлива по шоссе не более 4,5 литра на 100 км.
- Топливо: Бензин с автолом 10—18 в пропорции 25 : 1
- Преодолеваемый брод 300 мм.
- Двигатель
  - Ход поршня 85 мм
  - Диаметр цилиндра 72 мм
  - Число цилиндров 1
  - Рабочий объём цилиндра 346 см3
  - Степень сжатия 5,8
  - Максимальная мощность 11,5 л. с. при 4 000 об/мин.
  - Охлаждение воздушное
  - Система смазки совместная с топливом
  - Тип карбюратора К-40
- Сцепление многодисковое, в масляной ванне
- Моторная передача безроликовая цепь, передаточное число—2,17
- Коробка передач четырёхступенчатая, двухходовая.
- Передача от коробки на заднее колесо роликовая цепь, передаточное число—2,33.
- Рама — штампованная, сварная.
- Передняя вилка пружинная параллелограмного типа.
- Задняя подвеска отсутствует
- Тип тормозов колодочные
- Тип колес легкосъемные, с тангентнорасположенными спицами.
- Размер шин 3,25-19"

## Спортивные модификации
Характерной чертой советской мотопромышленности в 40-60-х годах был выпуск спортивных модификаций дорожных мотоциклов. Заложив основу для развития массового мотоспорта, они стали в то же время «испытательными стендами» для проверки тех решений, которые затем применялись на серийной продукции. В 1948 году был изготовлен мотоцикл Иж-350С с телескопической передней вилкой, заменившей архаичную параллелограммную. Заднее колесо получило свечную подвеску с пружинно-гидравлическими амортизаторами. Двигатель имел алюминиевый цилиндр с чугунной гильзой. Мощность его возросла до 14 л.с. В 1950 году началось серийное производство усовершенствованного варианта кроссового мотоцикла Иж-50.